# اکبر جنتی شیرازی
اکبر جنتی شیرازی (زاده ۱۳۰۰ – درگذشته ۱۷ خرداد ۱۳۷۵) هنرپیشه، فیلم‌نامه‌نویس و تهیه‌کننده اهل ایران بوده‌است.

## بازیگر
- تازه عروس (۱۳۵۶)
- جانی و تپل (۱۳۵۶)
- سرباز (فیلم ۱۳۵۶) (۱۳۵۶)
- همراهان (۱۳۵۶)
- آتش جنوب (۱۳۵۵)
- بابا گلی به جمالت (۱۳۵۵)
- بت (فیلم ۱۳۵۵) (۱۳۵۵)
- برهنه تا ظهر با سرعت (۱۳۵۵)
- بیدار در شهر (۱۳۵۵)
- پاداش یک مرد (۱۳۵۵)
- پیش‌کسوت (فیلم) (۱۳۵۵)
- جاهل و رقاصه (۱۳۵۵)
- جایزه (فیلم ۱۳۵۵) (۱۳۵۵)
- سیاه بخت (۱۳۵۵)
- غرور و تعصب (فیلم ۱۳۵۵) (۱۳۵۵)
- بابا خالدار (۱۳۵۴)
- جنجال (فیلم) (۱۳۵۴)
- ذبیح (۱۳۵۴)
- سارق (فیلم ۱۳۵۴) (۱۳۵۴)
- عبور از مرز زندگی (۱۳۵۴)
- تهمت (فیلم) (۱۳۵۳)
- خشم و خون (۱۳۵۳)
- گلنسا در پاریس (۱۳۵۳)
- گوزنها (۱۳۵۳)
- پریزاد (۱۳۵۲)
- احمد چوپان (۱۳۵۱)
- طغرل (فیلم) (۱۳۵۱)
- فرشته نجات (۱۳۵۱)
- کافر (فیلم ۱۳۵۲) (۱۳۵۱)
- میخک سفید (۱۳۵۱)
- نانجیب (۱۳۵۱)
- بده در راه خدا (۱۳۵۰)
- رسوای عشق (۱۳۵۰)
- زیر بازارچه (۱۳۵۰)
- شیادان (۱۳۵۰)
- یک خوشگل و هزار مشکل (۱۳۵۰)
- تاکسی عشق (۱۳۴۹)
- زیبای جیب بر (۱۳۴۹)
- عروس بیانکا (۱۳۴۹)
- نامادری (۱۳۴۹)
- سه فراری (۱۳۴۸)
- گناه زیبایی (۱۳۴۸)
- چاکر شما کوچولو (۱۳۴۷)
- چرخ بازیگر (۱۳۴۷)
- خشم کولی (۱۳۴۷)
- سکه دورو (۱۳۴۷)
- سنگ صبور (فیلم ۱۳۴۷) (۱۳۴۷)
- قمارباز (فیلم ۱۳۴۷) (۱۳۴۷)
- کوه زاد (۱۳۴۶)
- گنج و رنج (۱۳۴۶)
- پسر دهاتی (۱۳۴۵)
- رانندگان جهنم (۱۳۴۵)
- کابوس (فیلم ۱۳۴۵) (۱۳۴۵)
- کلاه نمدی (۱۳۴۵)
- مقصر پدرم بود (۱۳۴۵)
- همه سر حریف (۱۳۴۴)
- تعقیب خطرناک (۱۳۴۳)
- جاهل‌ها و ژیگول‌ها (۱۳۴۳)
- جهنم زیر پای من (۱۳۴۳)
- ستاره صحرا (۱۳۴۳)
- شکوفه‌های امید (۱۳۴۳)
- با معرفت‌ها (۱۳۴۲)
- اهریمن زیبا (۱۳۴۱)
- چادرنشین‌ها (۱۳۴۱)
- عروس دهکده (۱۳۴۱)
- قربون خودم (۱۳۴۱)

## نویسنده
- مقصر پدرم بود (۱۳۴۵)
- شکوفه‌های امید (۱۳۴۳)
- چادرنشین‌ها (۱۳۴۱)

## تهیه‌کننده
- مقصر پدرم بود (۱۳۴۵)
- شکوفه‌های امید (۱۳۴۳)
- چادرنشین‌ها (۱۳۴۱)